# Ferenc József Koháry

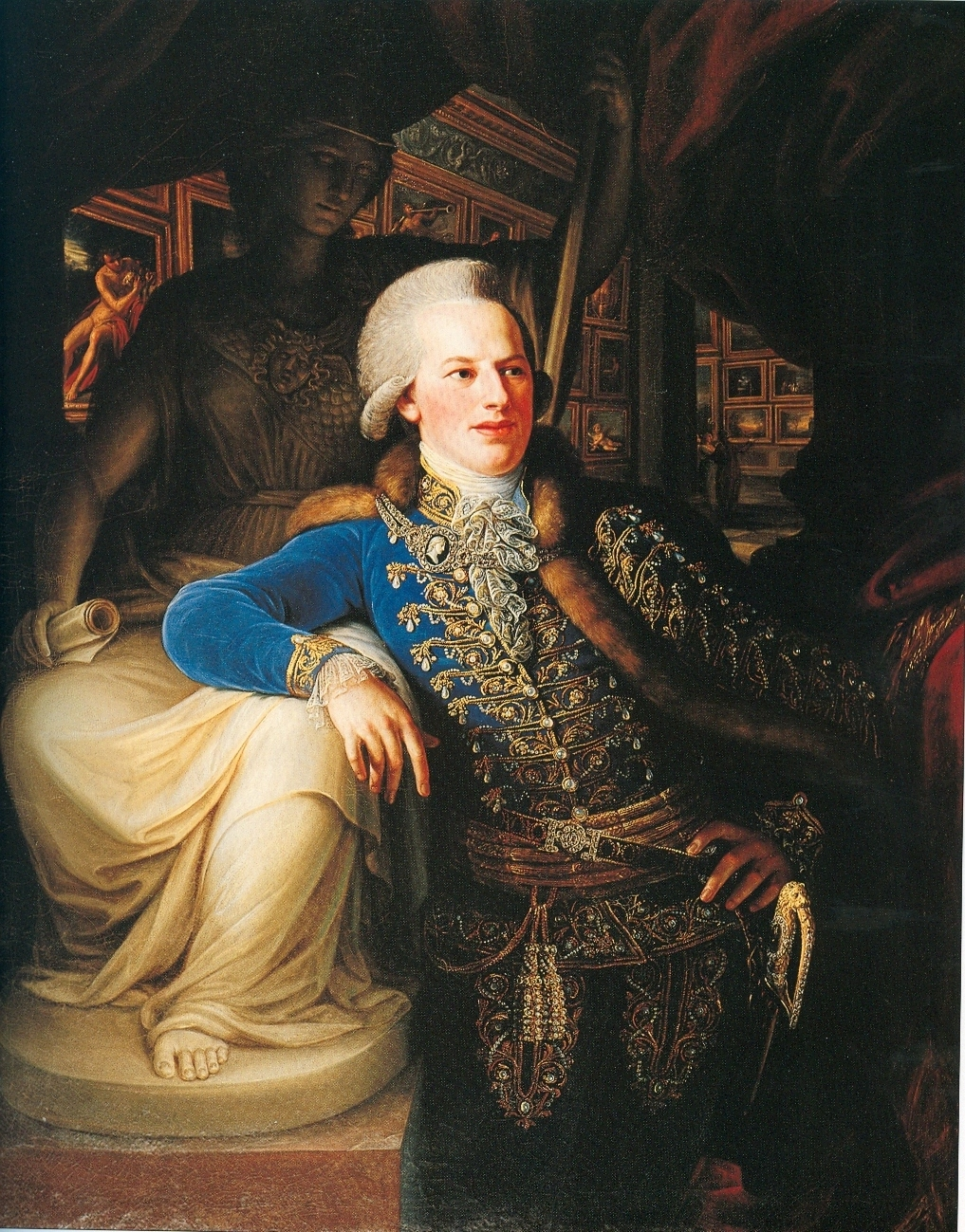
Koháry Ferenc József in ungarischer Magnatentracht, gemalt während eines Romaufenthalts. Museum von Svätý Anton

Ferenc József Koháry de Csabrág et Szitnya (* 4. September 1767 in Wien; † 27. Juni 1826 in Oroszvar) war ein ungarisch-österreichischer Magnat, Vizekanzler der ungarischen Hofkanzlei und ab 1815 erster Fürst Koháry.

## Leben
Franz Josef Kohary wurde als Sohn des Grafen Ignaz Kohary (* 2. Dezember 1726; † 10. Oktober 1777) und der Gräfin Maria Gabriella Cavriani di Imena (* 25. April 1736 in Wien; † 29. Juli 1803 in Pest) geboren. Im Alter von 10 Jahren verlor er seinen Vater, seine Mutter übernahm bis zur Volljährigkeit die Vormundschaft. Ab dem Jahr 1791 konnte der junge Graf dann selbst über seine ungarischen – er war auch Erbherr zu Murany, Baloghvár, Derencsény und Fülek – sowie über die drei niederösterreichischen Herrschaften in Ebenthal, Dürnkrut und Walterskirchen verfügen.
Mit 25 Jahren heiratete Franz Josef am 13. Februar 1792 die Gräfin Maria Antonia von Waldstein zu Wartenberg.
Nach dem Tod seines einzigen Sohnes Franz Seraph (* 21. Dezember 1792; † 19. April 1798) wurde seine Tochter Maria Antonia zur Alleinerbin des riesigen Kohary-Vermögens. Als sich diese mit Ferdinand Georg von Sachsen-Coburg verlobte, erhob Kaiser Franz I. Ferenc Jozsef Kohary in den Fürstenstand um den Rangunterschied zwischen der Familie Kohary und Sachsen-Coburg auszugleichen. Dies geschah durch eine Anfrage des Bruders des Bräutigams, Herzog Ernst I. von Sachsen-Coburg. Franz Josef bestand darauf, dass die Nachkommen der beiden katholisch erzogen werden. 1817 wurde er in den Orden vom Goldenen Vlies aufgenommen. Franz Josef Kohary starb am 27. Juni 1826 auf Schloss Oroszvar. Er wurde in der Koharygruft in der Klosterkirche von Hronský Beňadik beigesetzt.

## Nachkommen
- Franz Seraph (* 21. Dezember 1792; † 19. April 1798)
- Maria Antonia  (* 2. Juli 1797 in Budapest; † 25. September 1862 in Wien)

## Trivia
Einer alten Volkssage zufolge lässt sich das Erlöschen des Namens Koháry wie folgt begründen: Franz de Paula war ein leidenschaftlicher Jäger – so finden sich im Stammschloss seiner Familie in Antol, Westslowakei, das der Graf selbst nur mehr als Jagdschloss nützte, an die tausend Jagdthrophäen. Die Tiere des Waldes wollten sich wegen seiner großzügigen Jagden und Tiertötungen rächen und raubten deshalb seine Tochter. Es wurde Gericht gehalten, und man kam schließlich zu folgendem Urteil: „Die Tochter soll nach Hause zurückgeschickt werden. Koháry aber soll als Strafe keine männlichen Erben haben – das Geschlecht sterbe nach dem Schwert aus.“ Das Urteil erfüllte sich, denn der 1792 geborene Sohn Franz Josef starb im Alter von sechs Jahren.